# Picayune
Pour le journal, voir The Times-Picayune.
La ville américaine de Picayune est située dans le comté de Pearl River, dans l’État du Mississippi. Lors du recensement de 2010, sa population s’élevait à 10 878 habitants, ce qui en fait la ville la plus peuplée du comté.